# 鶴房汐恩
鶴房 汐恩（つるぼう しおん、2000年12月11日 - ）は、日本のアイドル。男性アイドルグループ・JO1のメンバー。滋賀県生まれ、兵庫県神戸市育ち。LAPONEエンタテインメント所属。

## 略歴
2017年、男子高生ミスターコンの関西地区候補者に選ばれる。
2018年3月から2019年3月、高校生の時に大阪で遊んでいたところ、デビューを約束した上でスカウトされ、高校を中退し韓国の事務所・FNCエンターテインメントに所属。10か月の練習期間を経て最終候補に選ばれるも、デビューには至らなかった。
2019年9月、『PRODUCE 101 JAPAN』に参加。最終順位は5位で、同番組から誕生するグループ「JO1」のメンバーに選ばれる。最終日は19歳の誕生日であったため、順位発表後のスピーチで「皆さん素敵な誕生日プレゼントありがとうございます」と述べた。
2020年3月4日、シングル『PROTOSTAR』でデビュー。同年のViVi国宝級イケメンランキング NEXT部門にて上半期で第4位、下半期で第3位にランクイン。
2022年7月14日、ViVi国宝級イケメンランキング NEXT部門にて上半期で第1位を獲得。
2025年5月31日、過去にオンラインカジノを利用していたことが判明し、10日間活動を自粛することを発表。6月10日に活動再開を発表。同月16日、警視庁保安課は、単純賭博の疑いで鶴房を書類送検。同課は起訴を求める「厳重処分」の意見を付けた。同月17日、賭博容疑で書類送検されたことについて、動画を通じて謝罪した。同月20日、当面の間、活動休止することが所属事務所の公式サイトで発表された。8月7日、賭博罪で略式起訴される。

## 人物
- 体重：64kg[14]
- 趣味：歌／ダンス／ゲーム／バイク／音楽鑑賞[14]
- 特技：ダンス／歌[14]／水泳／腕相撲
- 好きな女性のタイプ：「黒髪で、清楚で、落ち着いていて料理が上手な人」[15]
- 韓国で練習生生活を共にしたP1Harmonyのソウルとは今でも連絡を取り合っている[16]

## ディスコグラフィ

### 参加楽曲

#### PRODUCE 101 JAPAN
| リリース日     | タイトル                              | 備考                                                                              |
| -------------- | ------------------------------------- | --------------------------------------------------------------------------------- |
| 2019年9月3日   | ツカメ〜It's Coming〜                 | 番組テーマ曲。『ツカメ〜It's Coming〜』に収録                                     |
| 2019年11月28日 | DOMINO                                | コンセプト課題曲。『PRODUCE 101 JAPAN - 35 Boys 5 Concepts』に収録。              |
| 2019年12月12日 | YOUNG                                 | デビュー評価課題曲および最終バラード課題曲。『PRODUCE 101 JAPAN - FINAL』に収録。 |
| 2019年12月12日 | さよなら青春 (PRODUCE 101 JAPAN ver.) | デビュー評価課題曲および最終バラード課題曲。『PRODUCE 101 JAPAN - FINAL』に収録。 |

## 出演

### テレビ番組
- PRODUCE 101 JAPAN（2019年9月26日 - 12月12日、TBS系列〈初回、最終回のみ〉、GYAO!）
- THE突破* ファイル（2021年7月8日、日本テレビ）-  麻薬探知犬のハンドラー役[17]
- 大切なことはすべてアニメが教えてくれた（2024年3月21日、3月28日、TBS系列）-大平祥生と共にVTR出演[18]
- 王様のブランチ（2024年6月8日、TBS系列）-番組内コーナー「語りたいほど漫画好き」に出演

### テレビドラマ
- ブルーバースデー（2023年2月8日 - 3月29日、関西テレビ） - 主演・蒼馬准 役[注 2][19]

### 配信ドラマ
- ショート・プログラム「ゆく春」（2022年3月1日、Amazon Prime Video）- 上原謙司 役[20]
- ブルーバースデー 〜最高の誕生日〜 （2023年3月29日・31日、dTV) - 蒼馬准 役[21]

### ウェブ連載
- 天上天下唯我独尊 鶴ぼ～ちゃんのアニメPへの道（2021年4月30日 - 2022年8月4日、コミックナタリー）- 全4回・特別編1回[22]。